# 13 juin 1979
Le mercredi 13 juin 1979 est le 164e jour de l'année 1979.

## Naissances
- Andrew av Fløtum, footballeur international féroïen
- Damir Krupalija, joueur de basket-ball bosnien
- François Fortier, joueur de hockey sur glace canadien
- Gustave Bahoken, joueur de football camerounais
- Mauro Esposito, footballeur italien
- Miguel Pate, athlète américain, spécialiste du saut en longueur
- Rebecca Gilmore, plongeuse australienne
- Samantha James, chanteuse américaine
- Tristane Banon, journaliste et auteur française
- Yumari González, coureuse cycliste cubaine

## Décès
- Anatoli Kouznetsov (né le 18 août 1929), écrivain russe
- Barry Shear (né le 23 mars 1923), réalisateur américain
- Darla Hood (née le 8 novembre 1931), actrice américaine